# Paradiopa albidisca
Paradiopa albidisca är en fjärilsart som beskrevs av Holloway 1976. Paradiopa albidisca ingår i släktet Paradiopa och familjen nattflyn. Inga underarter finns listade i Catalogue of Life.